# Jardin des Tout-petits-Adolphe-Lafont
Le Jardin des Tout-petits-Adolphe-Lafont est un parc d'une surface de 2 900 m2, situé avenue Marc Sangnier à Villeurbanne dans le quartier de la Ferrandière.
Inauguré en 1929, il est l'un des premiers squares aménagé à Villeurbanne pour les jeunes enfants. Il a une forme triangulaire et est entouré par les rues Lafontaine et Pascal, et l'avenue Marc Sangnier.

## Histoire

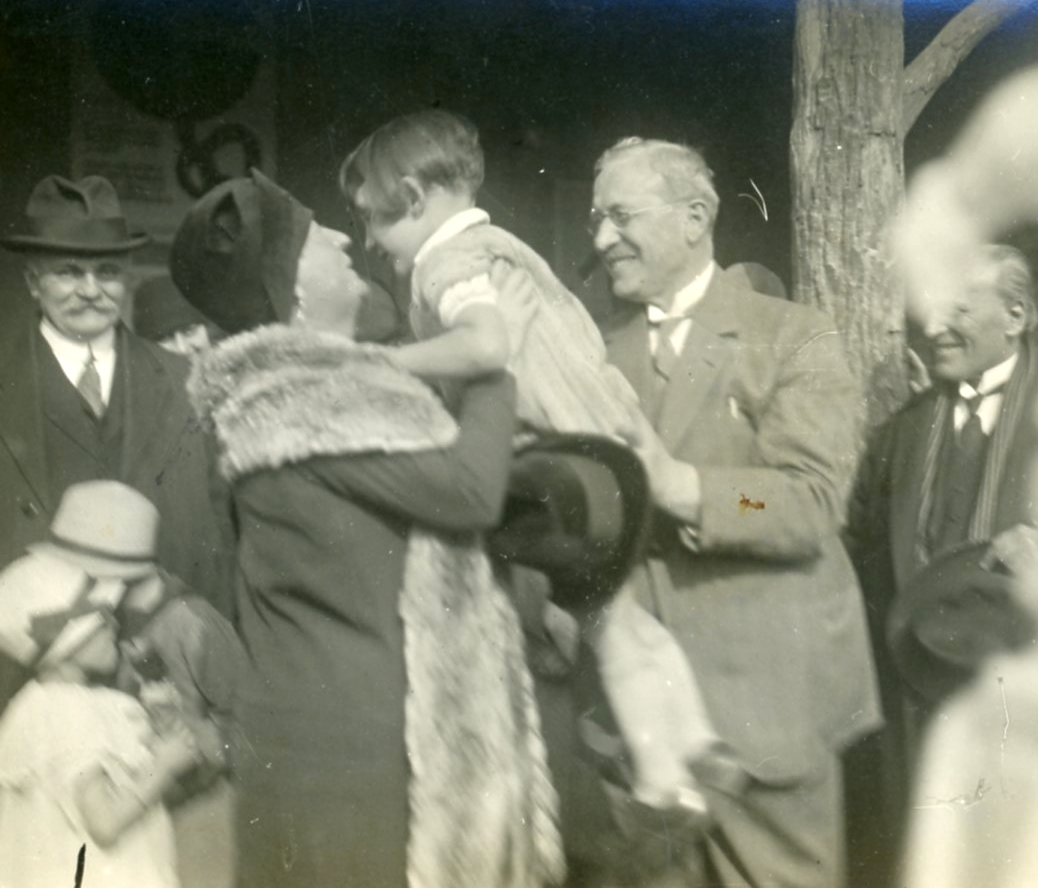
Inauguration du jardin en 1929 par le maire Lazare Goujon et Pauline Lafont.

Pauline Lafont, épouse d'Adolphe Lafont, très impliquée dans les actions sociales de sa ville, donne un terrain adjacent à sa villa sous condition d'y créer un jardin réservé aux jeunes enfants. En effet, à l'époque, de tels parcs n'existent pas, mais la municipalité menant une politique hygiéniste cherche à régler les problèmes de santé publique et à améliorer les conditions de vie de la population. Le 17 septembre 1925, le conseil municipal accepte ainsi le don de Pauline Lafont, et celle-ci s'implique dès le début dans la réalisation de ce projet. 
Le jardin est inauguré le 14 avril 1929 par le maire Lazare Goujon en présence de Pauline Lafont. 
Au début des années 1980, le jardin est rénové, les fresques sont restaurées et le pavillon de la surveillante est repeint. Le 2 juillet 1982, le maire Charles Hernu inaugure alors le jardin restauré. 
Dans les années 1990, à la demande de l’association des Anciens du personnel Adolphe Lafont, le parc est rebaptisé Jardin des Tout-petits-Adolphe-Lafont en honneur à Adolphe Lafont et à son épouse. Gilbert Chabroux inaugure le jardin rebaptisé le 26 octobre 1994. 
Puis, dans les années 2000, de nouveaux jeux sont installés qui remplacent ou côtoient ceux des années 1930.

## Caractéristiques

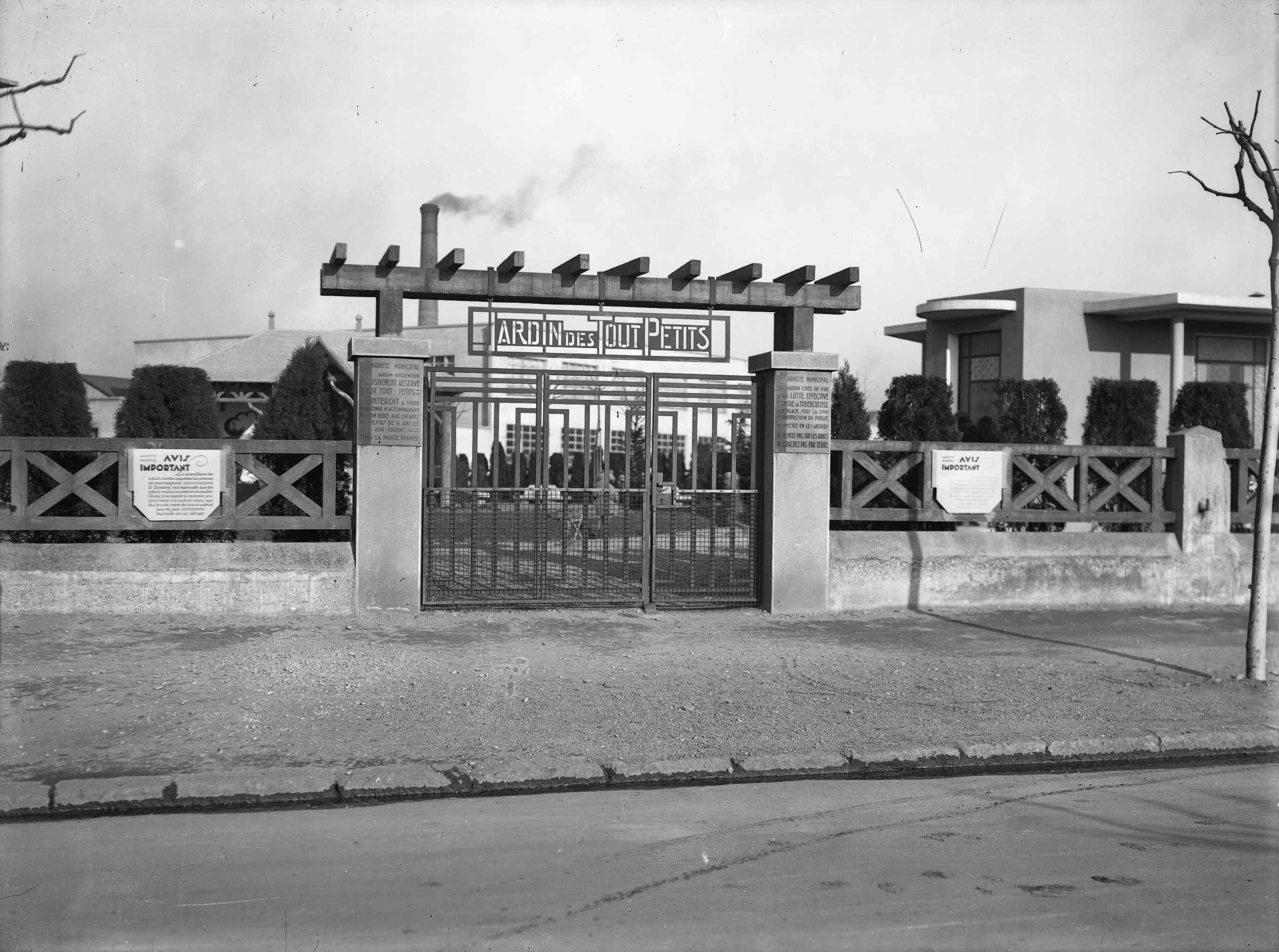
Entrée du jardin en 1932.

Conçu par l'architecte Tresch et réservé pour les enfants âgés de moins de six ans, le parc n'était accessible qu'aux adultes qui les accompagnaient. Il était clos par des barrières à claire-voies en ciment masquées de thuyas et de lauriers qui, sur le pourtour, offraient des niches pourvues de sièges. Les arbres et les arbustes devaient protéger les enfants du vent, des poussières de la rue et des usines environnantes. Une entrée monumentale se trouvait sur l'avenue de la Ferrandière.  

### Pavillon de la surveillante
Pour que les mamans puissent s'absenter, un pavillon a été construit dans le jardin. Il était destiné à une surveillante qui pouvait garder les enfants dans une enceinte adjacente et qui veillait également à leur propreté. En 2011, une gardienne était encore présente. En 2020, le pavillon subsiste encore mais l'enceinte qui l'entourait a disparu et il n'y a plus de surveillante.  

### Préau central

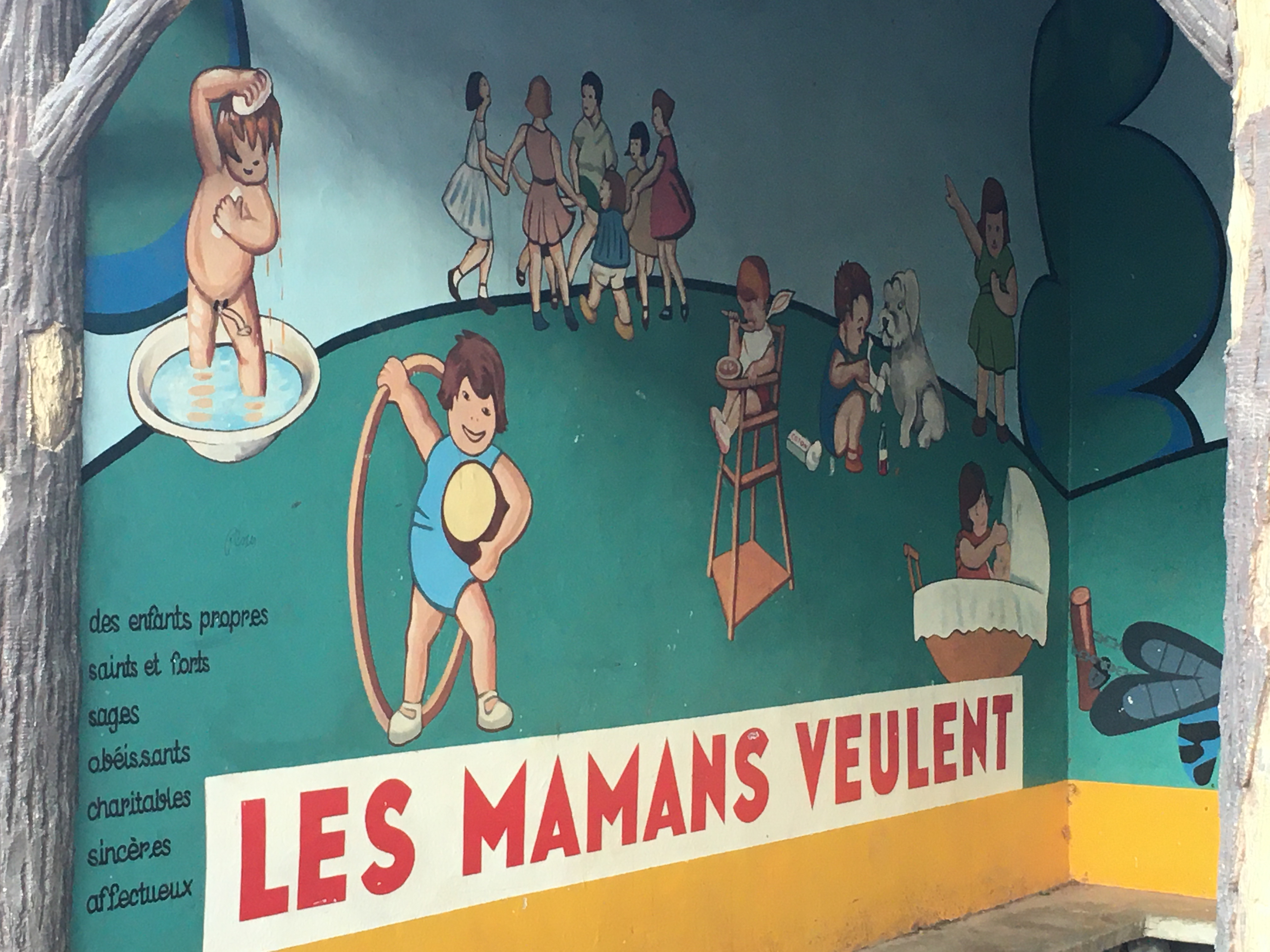
Fresques

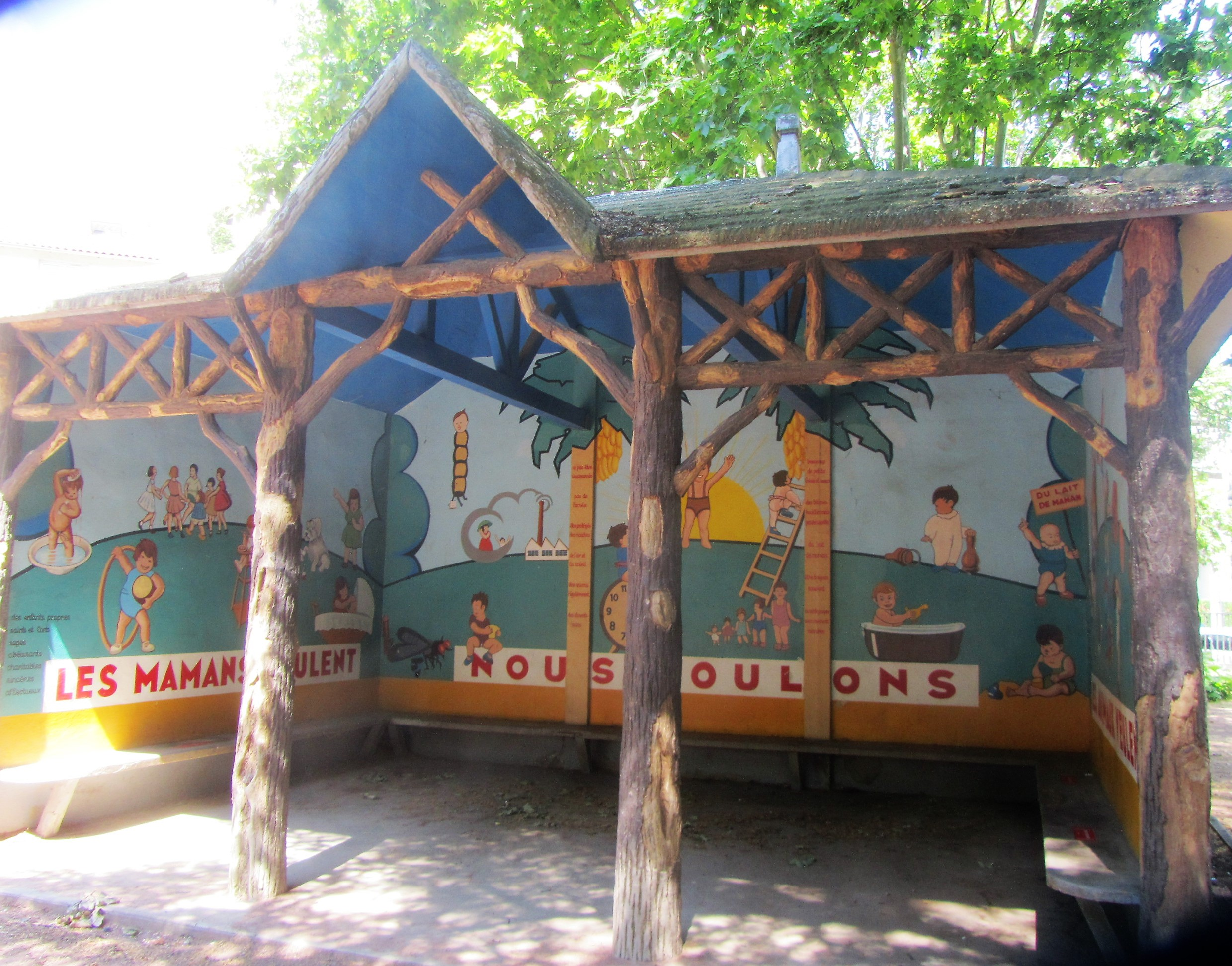
Préau en 2020.

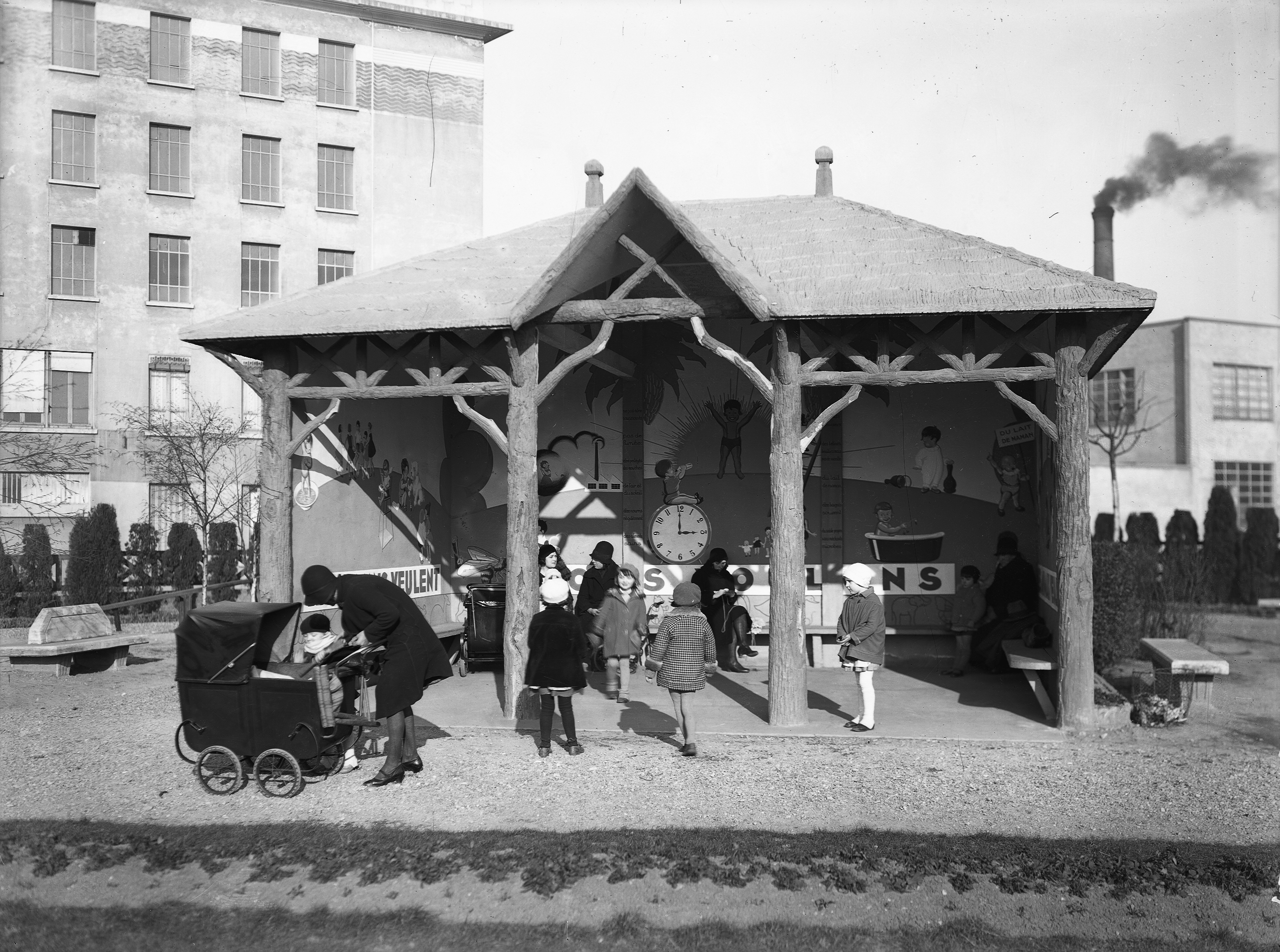
Préau en 1932.

Le jardin comporte un préau central en béton avec des piliers imitant la forme de troncs d'arbres. 

#### Fresques
Témoins de la politique hygiénistes des années 1930, on retrouve sur les murs du préau des fresques délivrant des messages tels que: 
« Les mamans veulent des enfants propres, sains et forts, sages, obéissants, charitables, sincères, affectueux. » 
« Nous voulons ne pas être saucissonnés, pas de fumée, être protégés des mouches, de l’air et du soleil, être nourris régulièrement, des aliments sains. » 
« Les animaux veulent vivre en liberté et ne pas être épinglés » signé les papillons. 
Ou bien : « Vivre dans notre nid avec papa et maman et être nourris en hiver » signé les oiseaux.  
« Ne pas être arrachées car nous vivons aussi » signé les fleurs.

### Jeux
Dès l'origine, plusieurs jeux sont mis à disposition des enfants. Ils peuvent faire du tricycle sur un vélodrome miniature. Dans une logique de propreté, les bacs à sable ont la forme de petites tours et la distribution de sable se fait en bas par de petites ouvertures. Un labyrinthe en ciment est peint avec des personnages de contes. Les enfants peuvent grimper sur une montagne artificielle. Ils ont également à disposition des balançoires à bascule. 
En 2020, il ne reste des installations des années 1930 que le labyrinthe peint de couleurs vives et la montagne artificielle. À la place des jeux d'origine, on y trouve les jeux classiques des parcs actuels tels qu'un toboggan, un tunnel, une petite cabane...

## Galerie

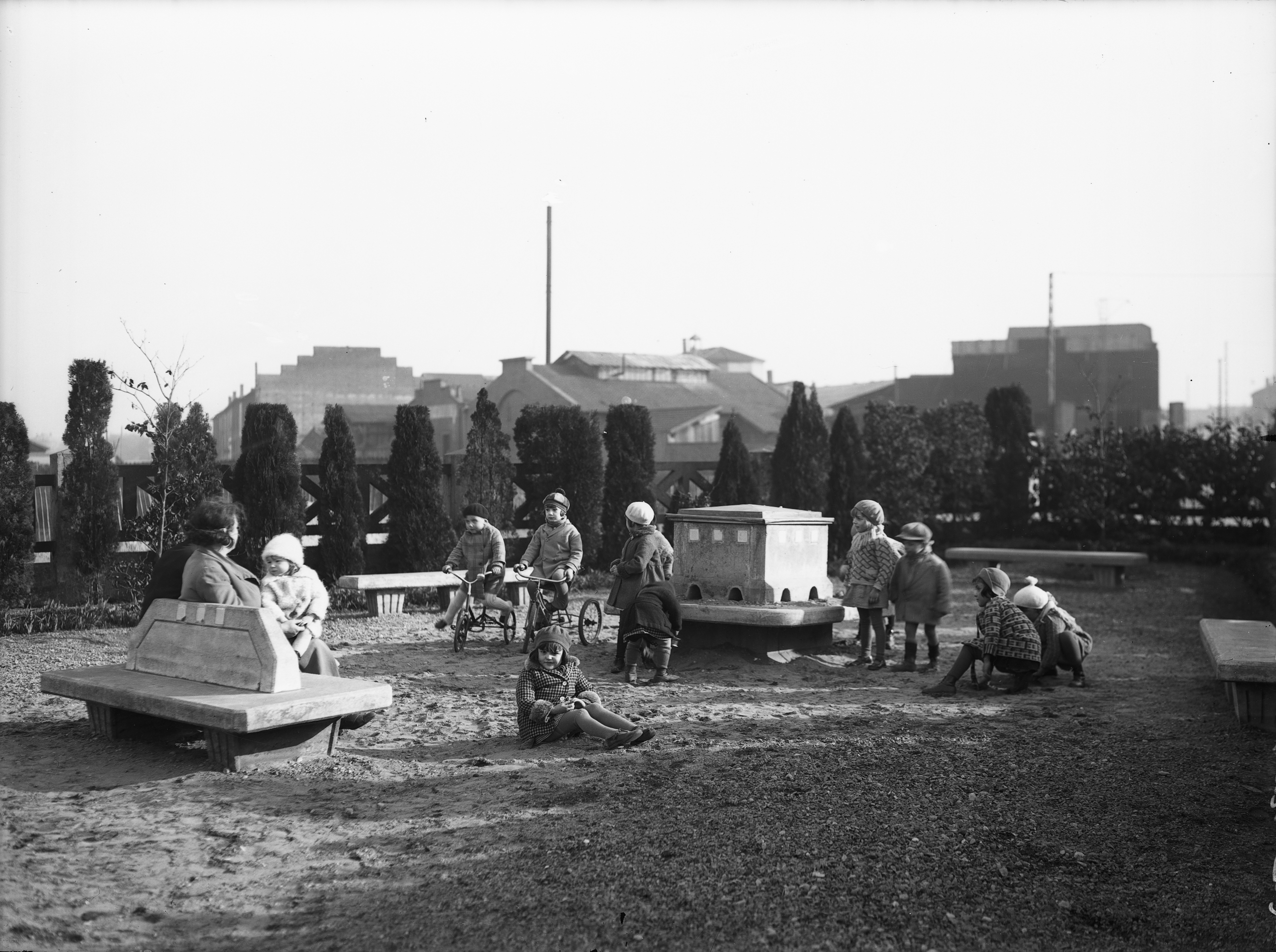
Enfants jouant dans les bacs à sable en 1932.
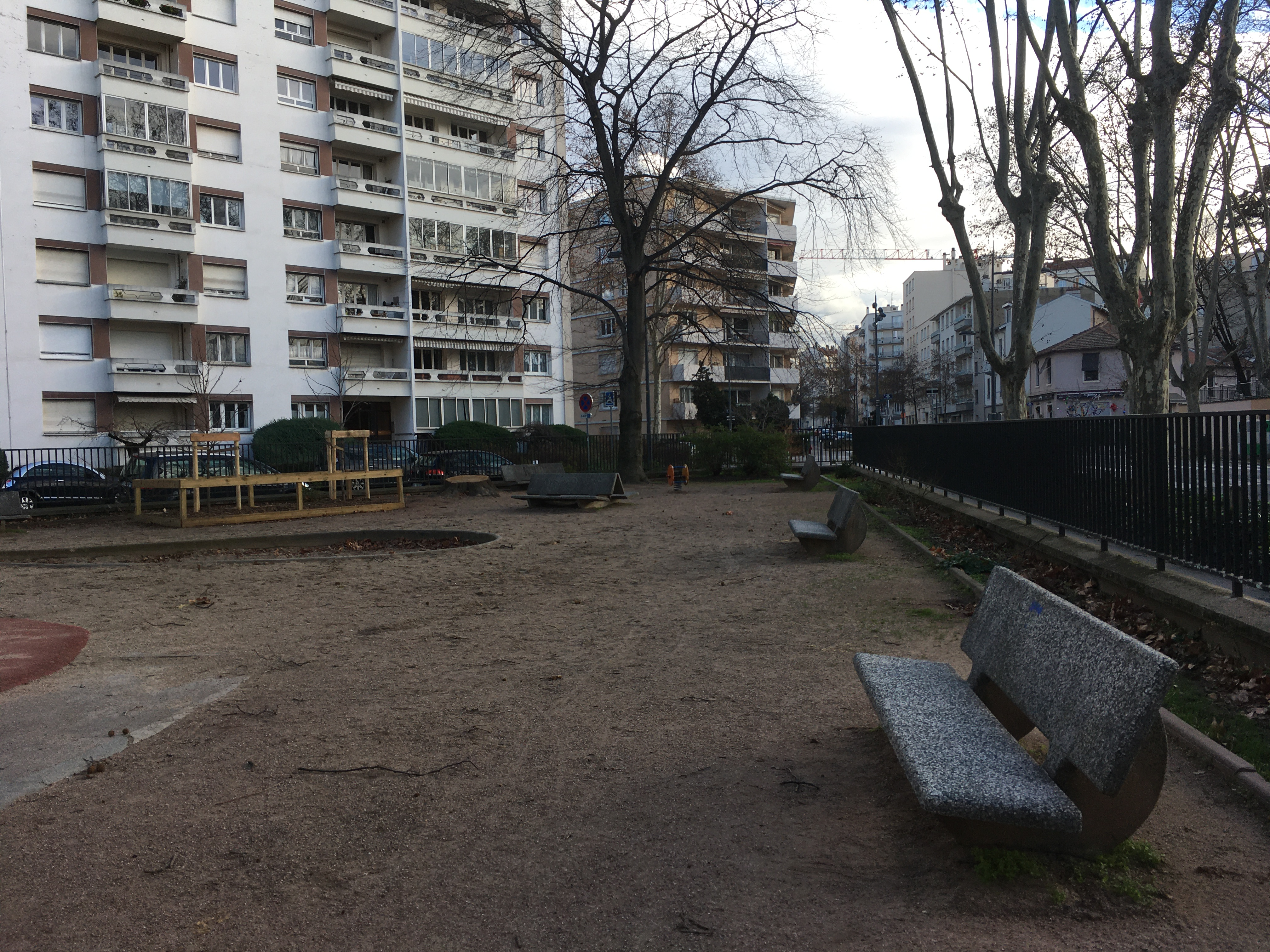
Vue du jardin en 2020.
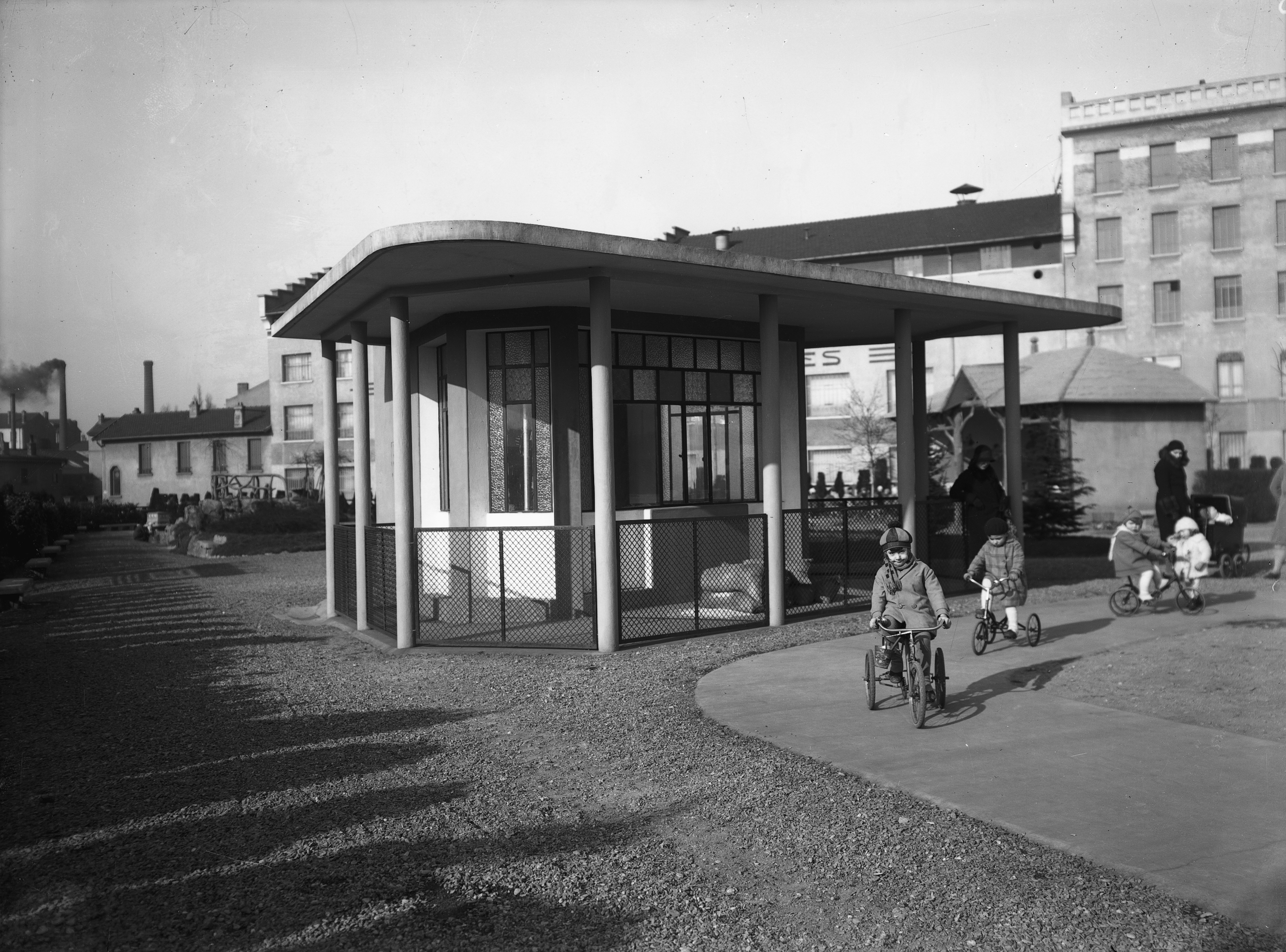
Vélodrome et pavillon de la surveillante en 1932.
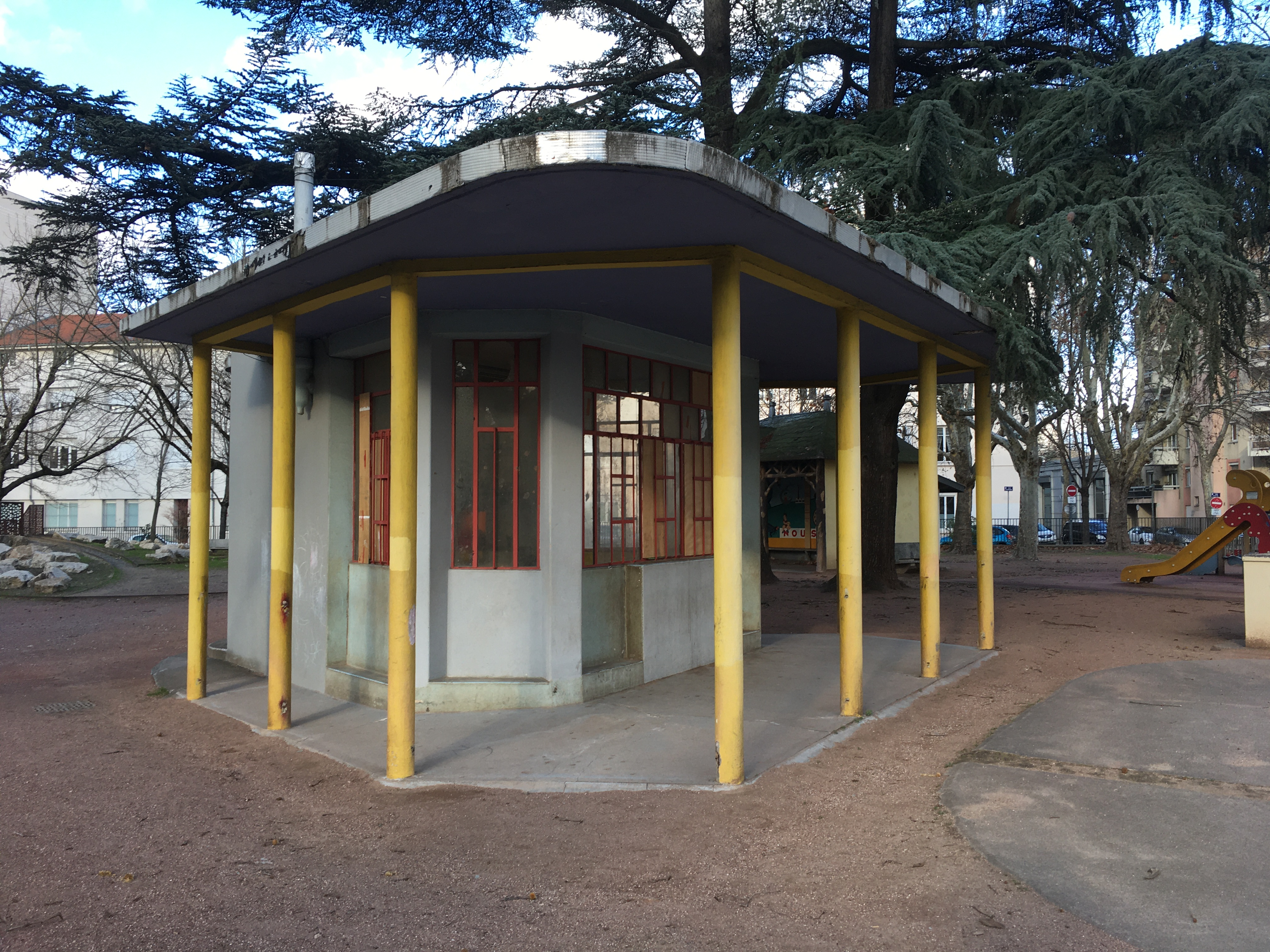
Pavillon de la surveillante en 2020.
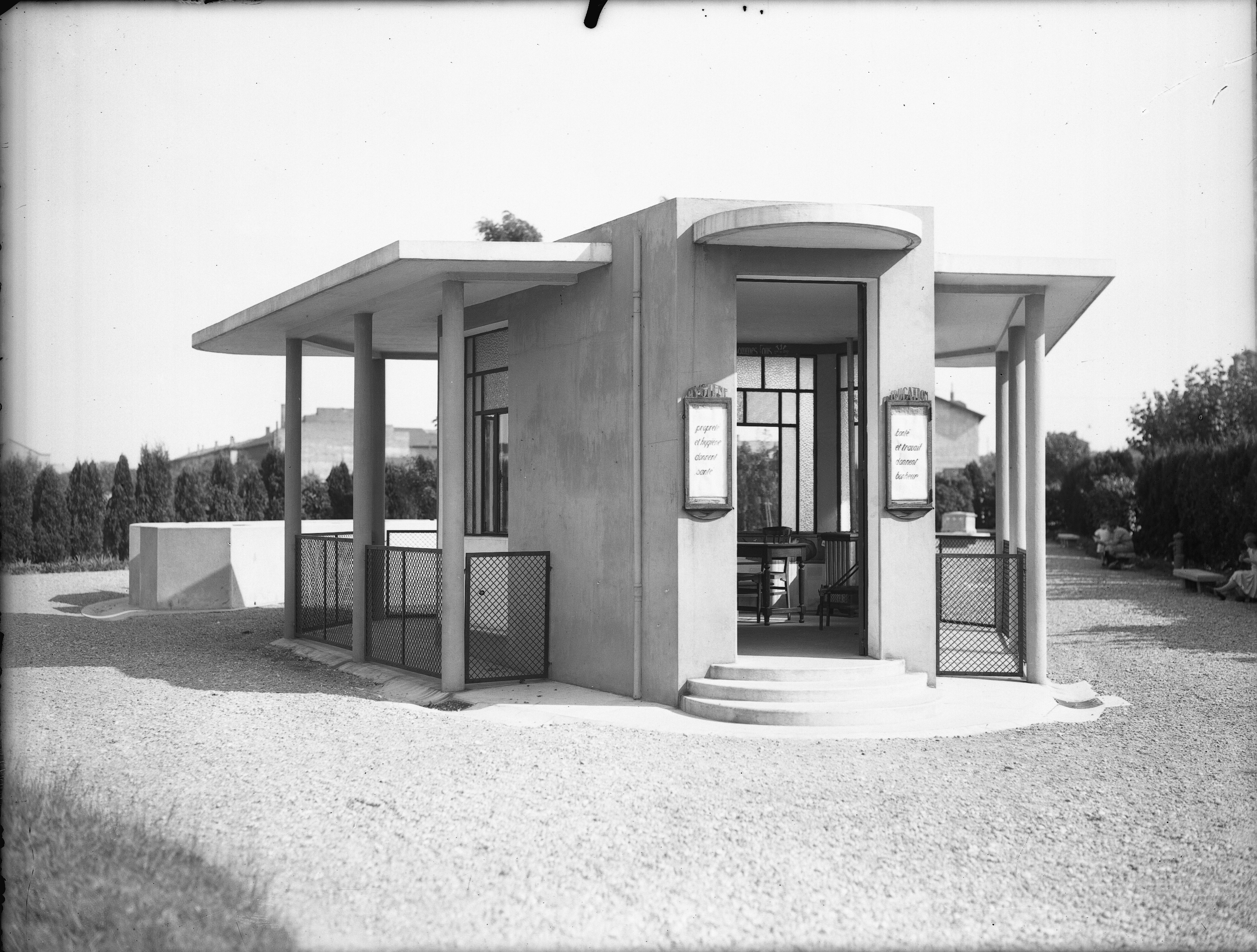
Pavillon de la surveillante en 1932.
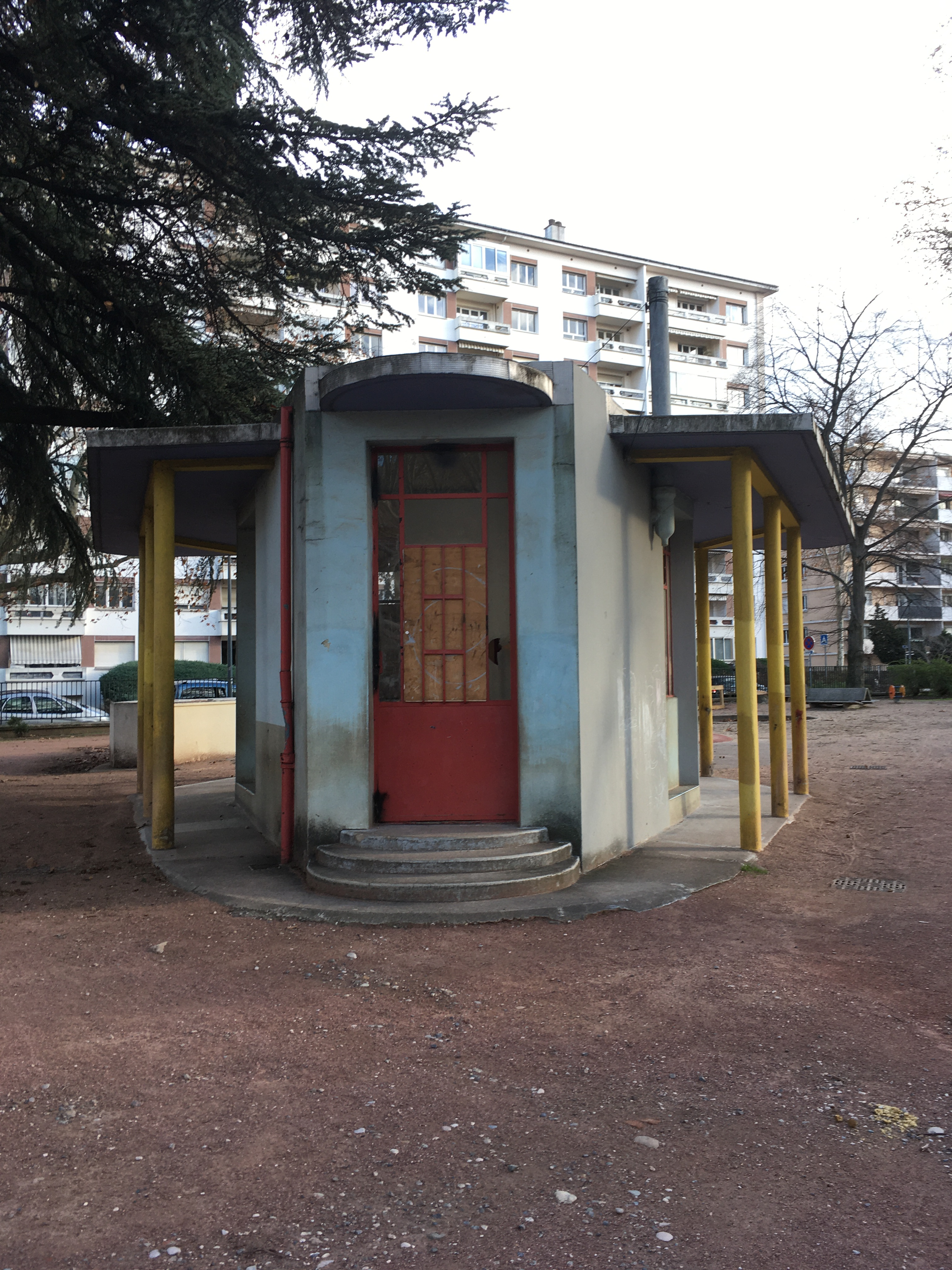
Pavillon de la surveillante en 2020.
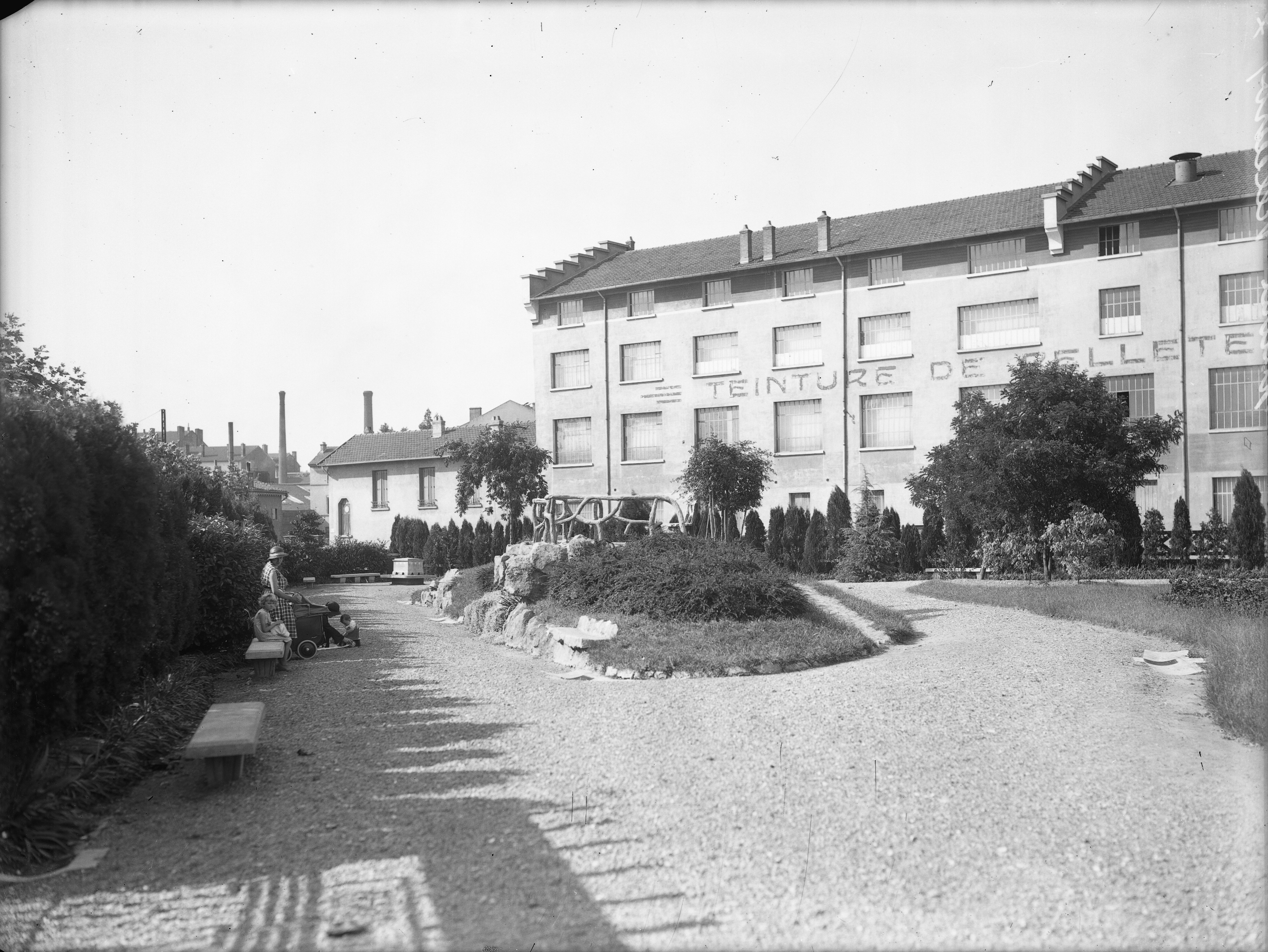
Montagne artificielle en 1932.
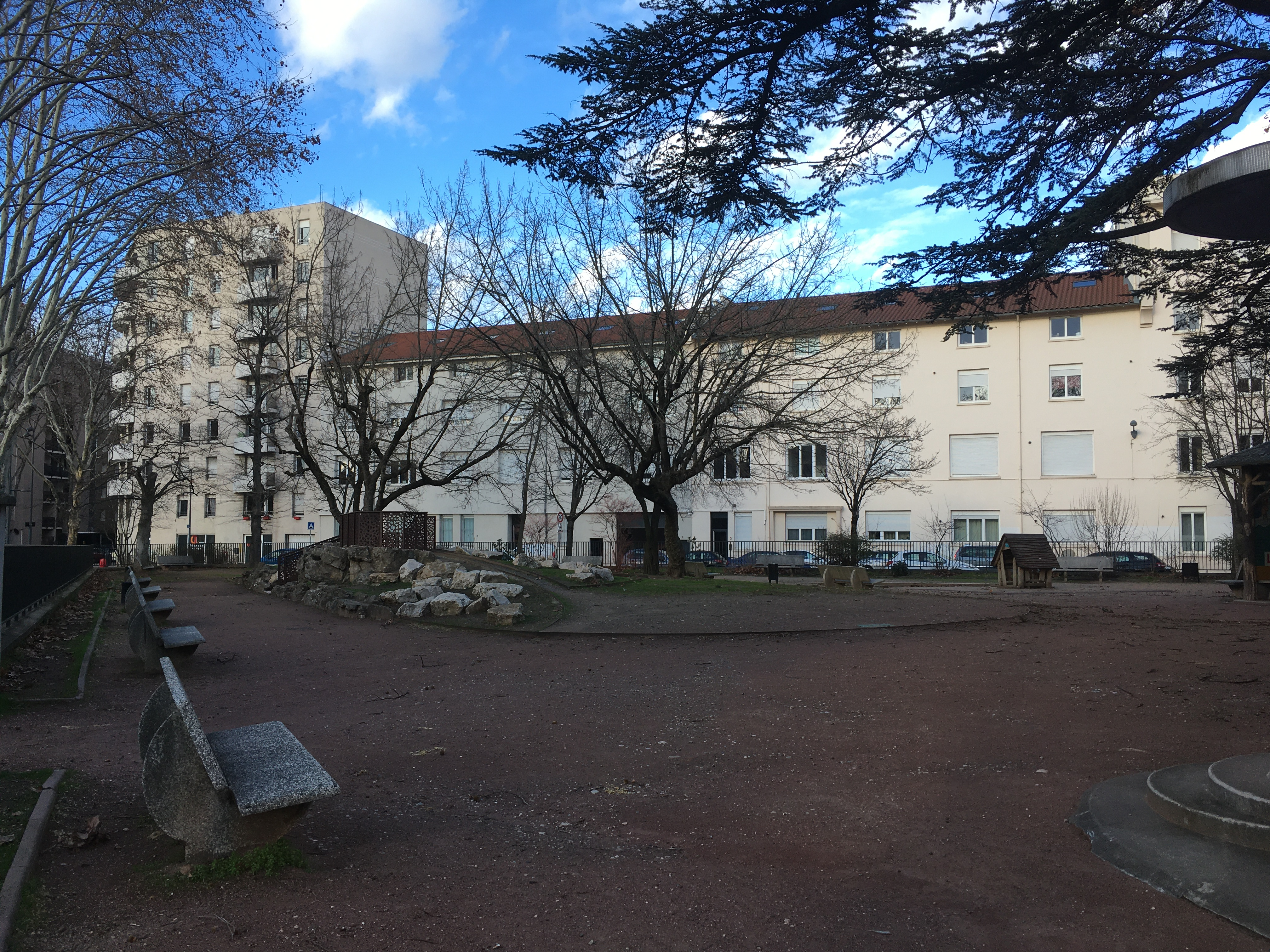
Montagne artificielle en 2020.
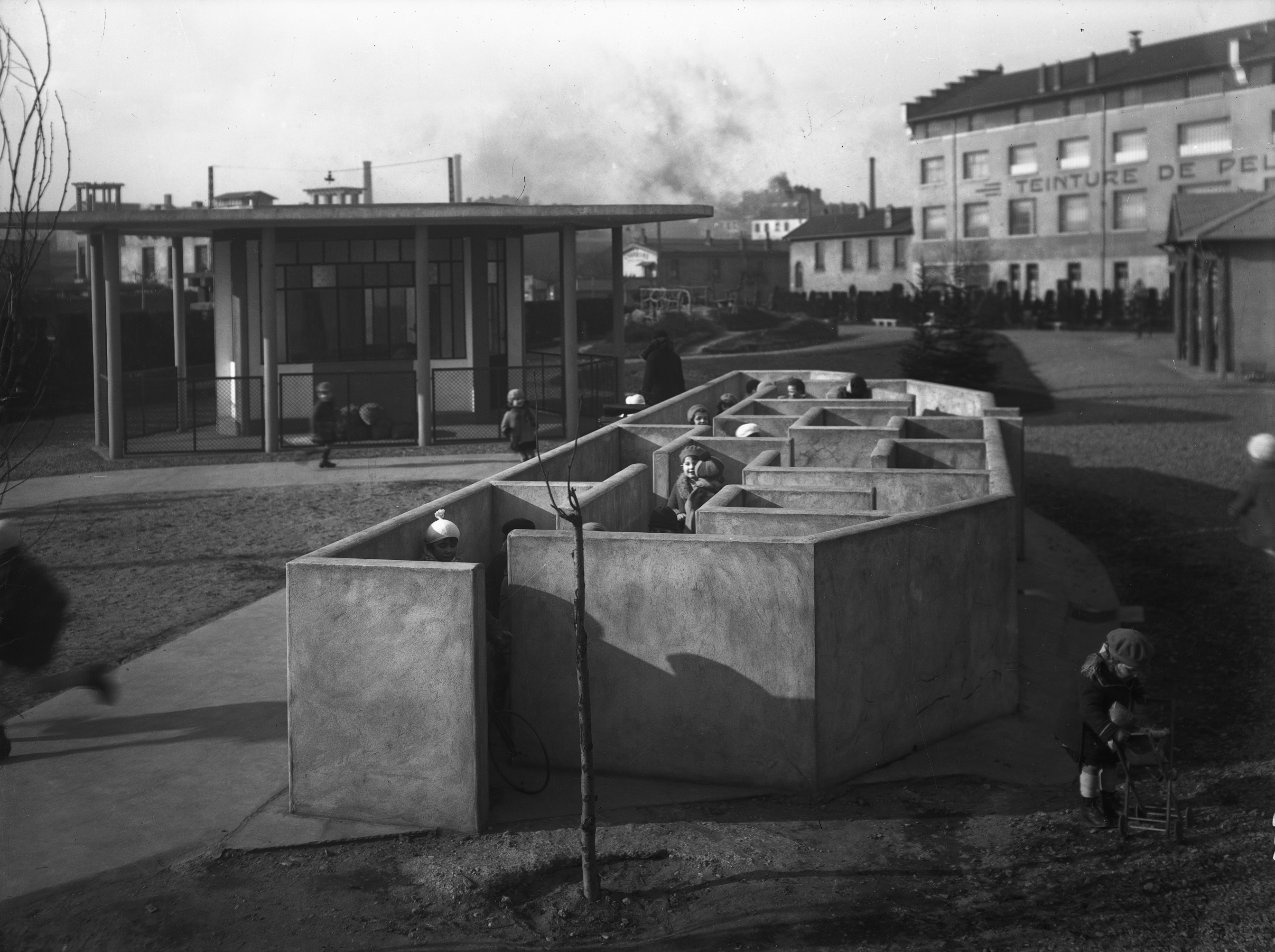
Labyrinthe en 1932.
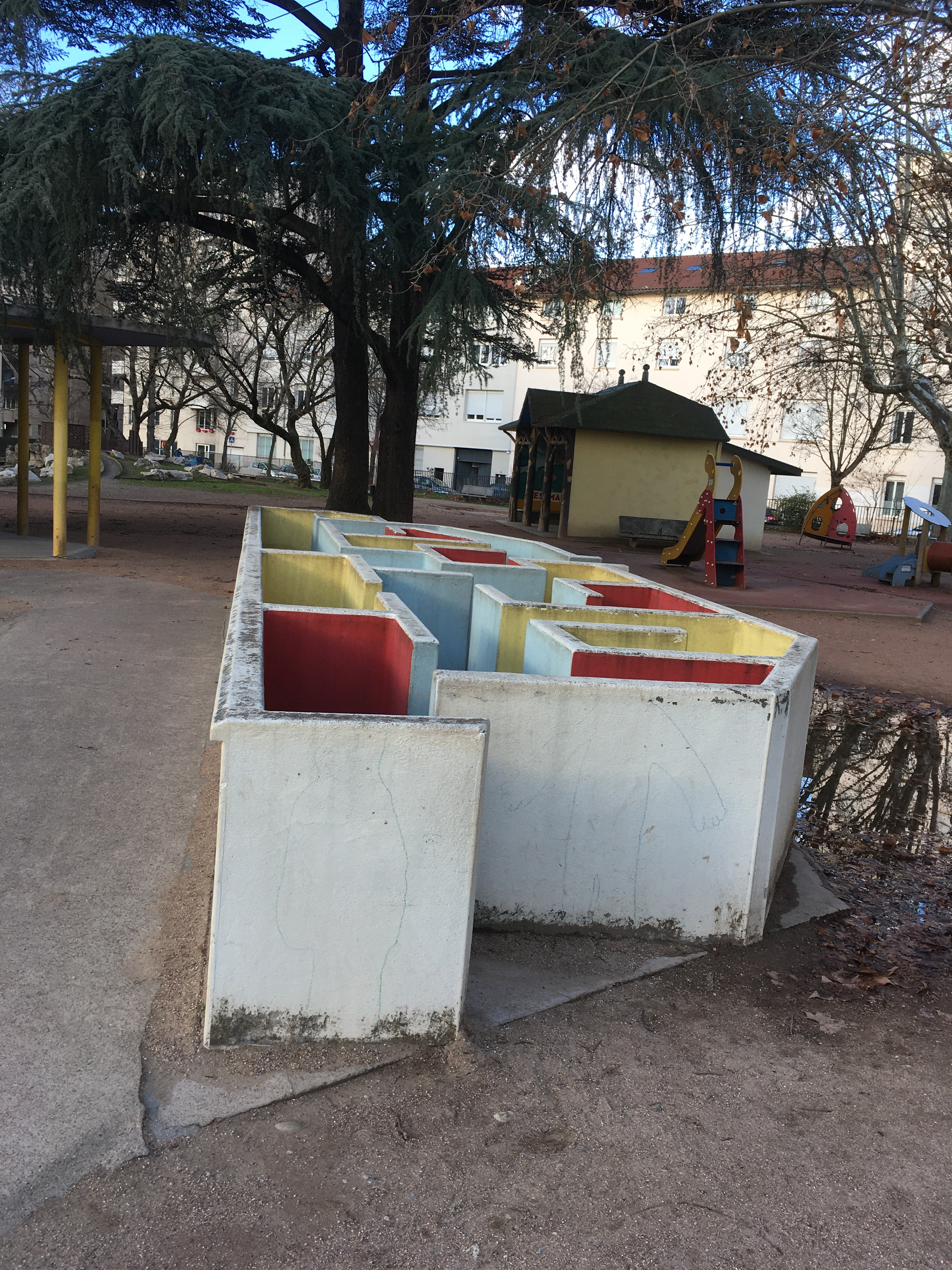
Labyrinthe en 2020.
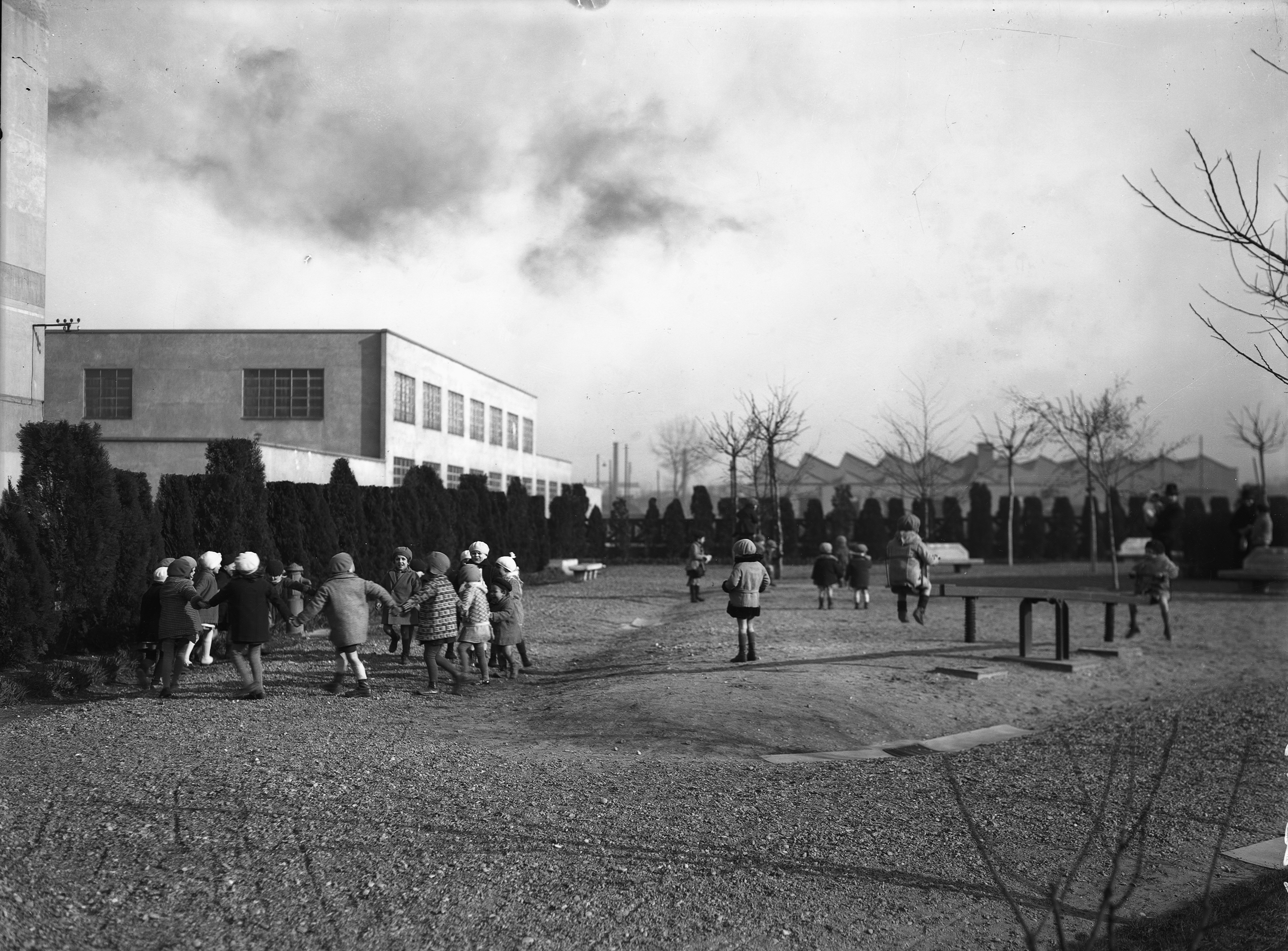
Balançoire à bascule en 1932.